# Bistum Vellore

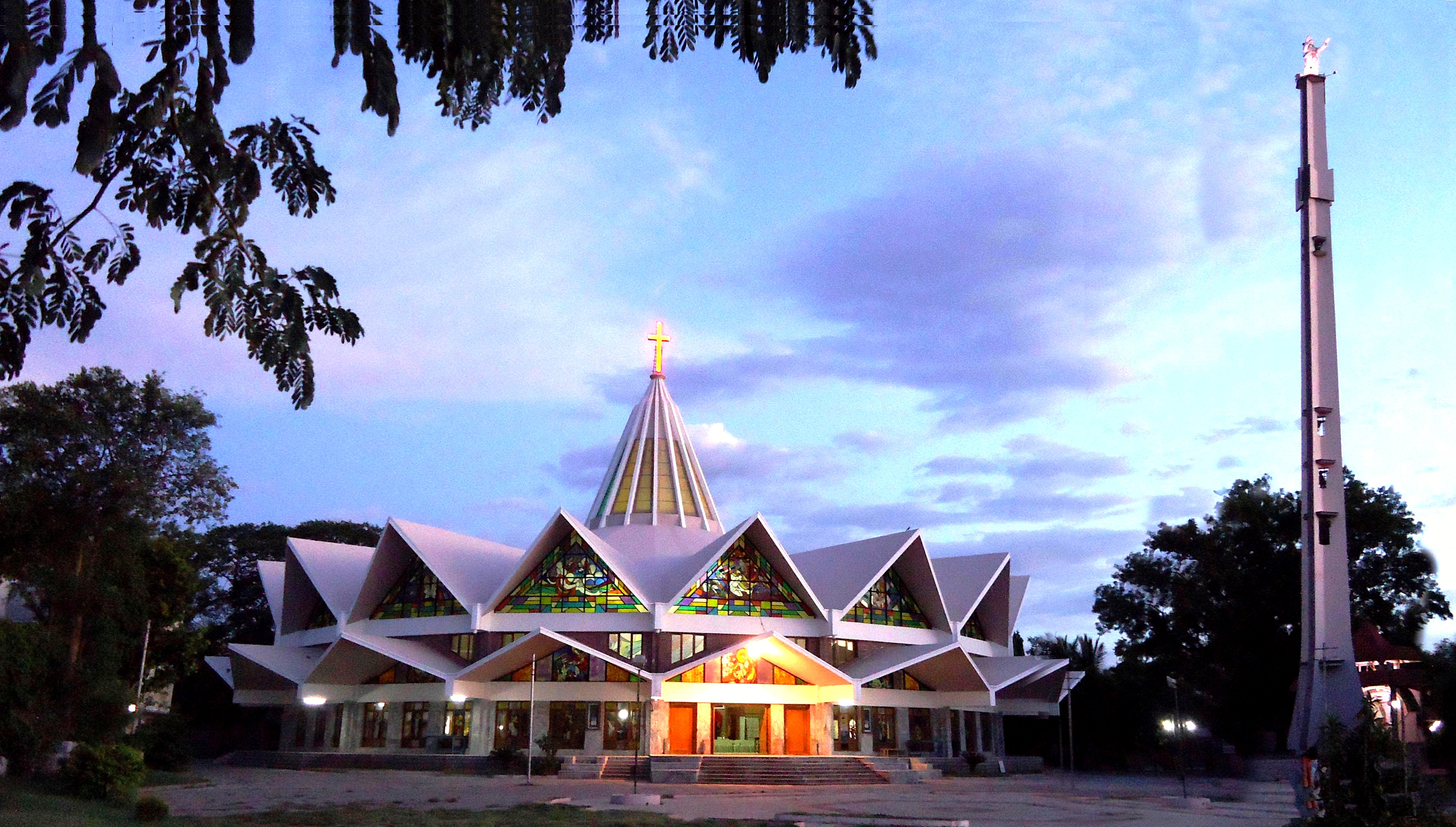
Die Mariä-Himmelfahrt-Kathedrale des Bistums

Das Bistum Vellore (lat.: Dioecesis Vellorensis) ist eine in Indien gelegene römisch-katholische Diözese mit Sitz in Vellore. Es umfasst das Gebiet der Distrikte Vellore und Tiruvannamalai im Bundesstaat Tamil Nadu.

## Geschichte
Das Bistum Vellore wurde am 13. November 1952 durch Papst Pius XII. aus Gebietsabtretungen des Erzbistums Madras errichtet und diesem als Suffraganbistum unterstellt.

## Bischöfe von Vellore
- Pablo Mariaselvam SDB, 1953–1954
- David Maryanayagam Swamidoss Pillat SDB, 1956–1969
- Royappan Antony Muthu, 1970–1980
- Michael Augustine, 1981–1992, dann Erzbischof von Pondicherry und Cuddalore
- Malayappan Chinnappa SDB, 1993–2005, dann Erzbischof von Madras-Mylapore
- Soundaraj Periyanayagam SDB, 2006–2020
- Ambrose Pitchaimuthu, seit 2024